# Francesc Cardoner
Francesc de Paula Cardoner i Blanch (Barcelona, 1929 — Barcelona, 1997) foi um arquitecto espanhol. 
Diplomado em 1965, partilhou a sua profissão com a arqueologia, e colaborou nas tarefas do Museu de História da Cidade. Trabalhou com Isidre Puig i Boada e Lluís Bonet i Garí nas oficinas do Templo Expiatório da Sagrada Família e entre 1983 a 1985 foi o director das obras.
Foi arquitecto da Casa-Museu Gaudí do Parque Güell sob a direcção de Josep Maria Garrut.